# Axel Braun
Axel Braun (Milà, Itàlia, 22 de setembre de 1966) és el pseudònim d’Alessandro Ferro italo-americà, italià, productor i director de cinema per a adults. Conegut per les seves produccions de paròdies porno. Braun també és un membre del Saló de la Fama AVN, Saló de la Fama de XRCO i del Saló de la Fama NightMoves. La seva mare va tenir un afer amb el director de cinema pornogràfic Lasse Braun, un dels primers que va tenir èxit en la campanya per a la legalització de la pornografia a Europa. Axel no va conèixer Lasse fins que va complir els 14 anys. Va estudiar cinema al Columbia College Hollywood.

## Carrera
Braun ha dirigit més de 500 pel·lícules des de 1990. S'ha especialitzat a parodiar ficcions porno de pel·lícules i personatges populars. El seu èxit li ha permès dirigir pel·lícules que compten amb un gran pressupost. La pel·lícula Batman XXX: A Porn Parody va ser la més venuda i millor títol llogat del 2010 i Star Wars XXX: A Porn Parody és fins avui la millor pel·lícula porno venuda. Debgut a l'èxit de Batman XXX, Vivid Entertainment va crear una nova línia per a capitalitzar als superherois i la ciència-ficció en un gèneres anomenat Vivid Superhero i Braun va ser nomenat director principal de la iniciativa El 2013, Braun va signar un contracte exclusiu per dirigir a Wicked Pictures on es llançaren  Wicked Fairy Tales i  Wicked Comix, dos segells editorials dedicats exclusivament a parodies de contes i còmics.

## Promoció
Braun va presentar una demanda federal en contra de 7,098 individus que suposadament compartit il·legalment còpies digitals de la seva pel·lícula Batman XXX: A Porn Parody 29 d'octubre de 2010. Dos mesos més tard, tots, menys un dels demandats van ser desestimats per un jutge federal. L'Electronic Frontier Foundation va elogiar la decisió i va dir que els estudis amb les demandes estaven "abusant de la llei en un intent de pressionar els acords".
Des de 2013 va decidir que no contractaria actrius porno menors de 21 anys.
Al maig de 2014, Braun, va anunciar dues noves polítiques per a les seves produccions. Primer, no renuncien a l'ús dels condons en els seus vídeos. Segon, es requerirà un examen complet de proves d'MTS/VIH, de no més de set dies. Va afegir que anava a cobrir personalment el cost de la prova si la prova actual d'un artista era més antiga.

## Reconeixement
Braun va ser inclòs al Saló de la Fama AVN el 2011 i al Saló de la Fama de XRCO el 2014. Ha guanyat el premi AVN a la millor paròdia durant nou anys consecutius el 2011, 2012, 2013, 2014, 2015, 2016, 2017, 2018 i 2019. Braun és l'únic director per adults que ha guanyat el premi al Director de l'Any d'AVN més d'una vegada, ja que ha guanyat quatre vegades consecutives el 2011, el 2012, el 2013 i el 2014. El gener de 2015, 24 XXX: An Axel Braun Parody es va convertir en la primera paròdia a guanyar el premi AVN a la pel·lícula de l'any. Braun va tornar a guanyar el premi màxim el 2016 amb Peter Pan XXX: An Axel Braun Parody, i el 2017 amb Suicide Squad XXX: An Axel Braun Parody' obtenint un triple premi pel·lícula AVN de l'any sense precedents. El 2019, Braun va guanyar el premi AVN a la pel·lícula de l'any per quarta vegada amb The Possession of Mrs. Hyde, el seu primer llargmetratge sense paròdia en 15 anys, escrit amb el seu pare Lasse Braun i el seu fill Rikki, i rodat íntegrament en CinemaScope en blanc i negre.

## Altres empreses
Braun és el propietari de Level 5 Post, una empresa de postproducció que subministra edició, creació personalitzada, gràfics i efectes especials a moltes empreses d'adults i convencionals.

## Premis (selecció)
| Any                     | Categoria                         | Treball nominat                             |
| ----------------------- | --------------------------------- | ------------------------------------------- |
| 2004                    | Millor guió                       | Compulsion                                  |
| 2011                    | Introduïts al Saló de la Fama AVN | N/D                                         |
| 2011                    | Director de l'any                 | N/D                                         |
| 2011                    | Millor guió                       | Batman XXX: A Porn Parody                   |
| 2012                    | Director de l'any                 | N/D                                         |
| 2013                    | Director de l'any                 | N/D                                         |
| MIllor director-paròdia |                                   | N/D                                         |
| Millor guió             | Star Wars XXX: A Porn Parody      |                                             |
| 2014                    | Director de l'any                 | N/D                                         |
| 2015                    | Millor director/paròdia           | N/D                                         |
| 2015                    | Millor guió                       | 24 XXX: An Axel Braun Parody                |
| 2016                    | Millor director/paròdia           | N/D                                         |
| 2016                    | Millor guió                       | Batman v Superman XXX: An Axel Braun Parody |
| 2017                    | Millor guió                       | Suicide Squad XXX: An Axel Braun Parody     |
| 2017                    | Millor director/paròdia           | N/D                                         |
| 2018                    | Millor Director/pel·lícula        | N/D                                         |
| 2019                    | Millor Director/pel·lícula        | N/D                                         |
| Millor guió             | The Possession of Mrs. Hyde       |                                             |

| Any  | Categoria                        | Treball nominat              |
| ---- | -------------------------------- | ---------------------------- |
| 2010 | Director de l'any-Cos de treball | N/D                          |
| 2013 | Director de l'any – Paròdia      | Star Wars XXX: A Porn Parody |
| 2014 | Director de l'any-Cos de treball | N/D                          |
| 2016 | Director de l'any-Paròdia        | N/D                          |

| Any  | Categoria                               | Treball nominat |
| ---- | --------------------------------------- | --------------- |
| 2010 | Millor Director (Elecció de l'editor)   | N/D             |
| 2012 | Premi NightMoves a la trajectòria       | N/D             |
| 2014 | Introduït al Saló de la Fama NightMoves | N/D             |

| Any  | Categoria       | Treball nominat |
| ---- | --------------- | --------------- |
| 2004 | Millor Director | Compulsión      |

| Any  | Categoria                            |
| ---- | ------------------------------------ |
| 2011 | Millor director-paròdia              |
| 2012 | Millor director-paròdia              |
| 2013 | Millor director-paròdia              |
| 2014 | Introduït al Saló de la Fama de XRCO |
| 2016 |                                      |
| 2017 |                                      |
| 2018 |                                      |